# Озеро Болотне
О́зеро Боло́тне — гідрологічний заказник місцевого значення в Україні. Об'єкт розташований на території Маневицької селищної територіальної громади Камінь-Каширського району Волинської області. 
Площа — 9,5 га, статус отриманий у 2014 році за рішенням Волинської облради від 31.07.2014 № 27/64. Перебуває у віданні Маневицької селищної територіальної громади та ДП «Ліси України» (філія «Колківське лісове господарство»).
Охороняється мілководне озеро, що поступово перетворюється у мезотрофне болото, яке межує із вродно-болотними угіддями міжнародного значення у заплаві р. Стохід, що охороняються Рамсарською крнвенцією. У заказнику трапляються рідкісні види рослин і тварин, занесені у Червону книгу України і міжнародні природоохоронні переліки: плаун річний (Lycopodium annotinum), щитолисник звичайний (Hydrocotyle vulgaris), деркач (Crex crex), лелека чорний (Ciconia nigra), пугач звичайний (Bubo bubo), кутора мала (Neomys anomalus).

## Галерея

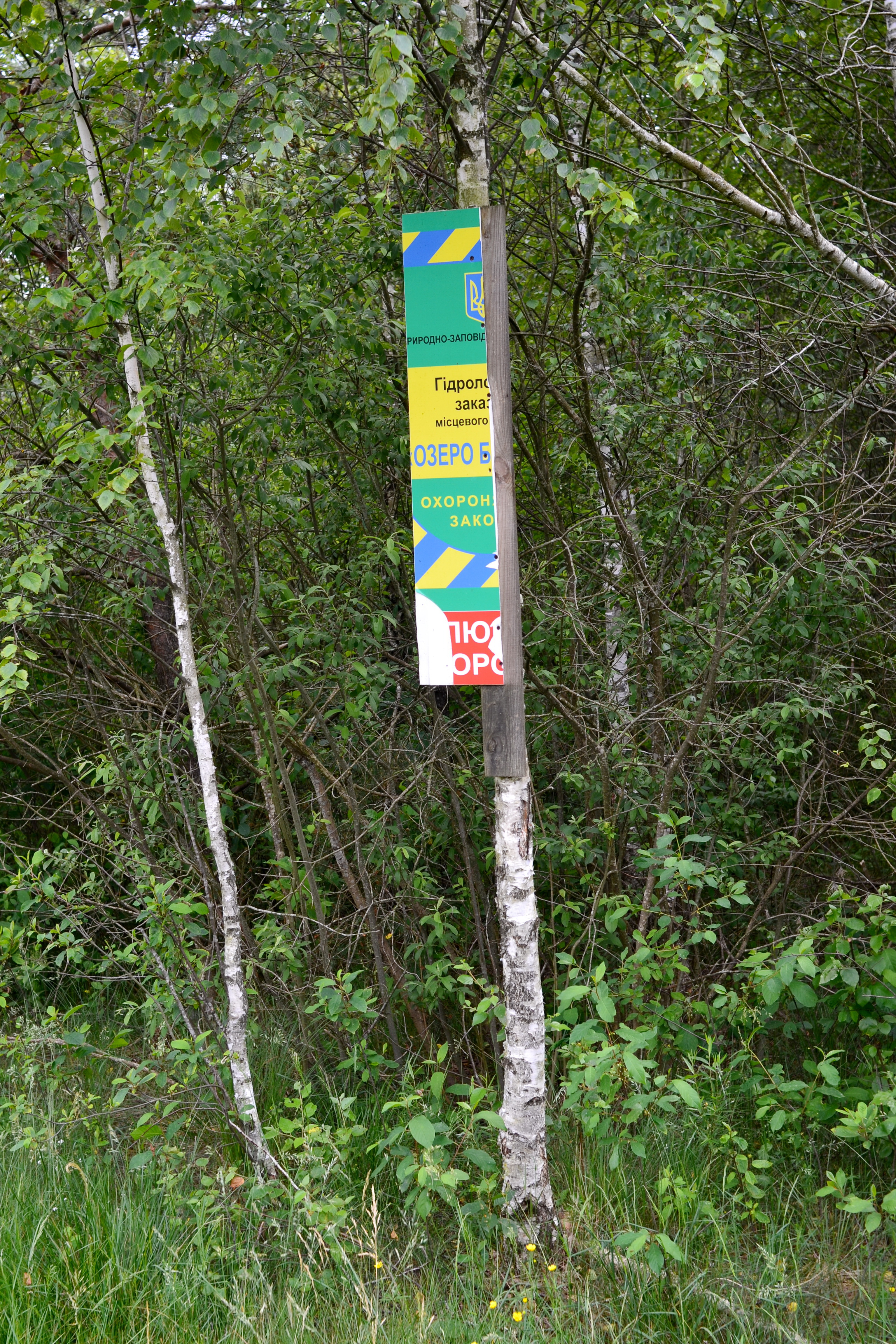
Пошкоджена охоронна дошка
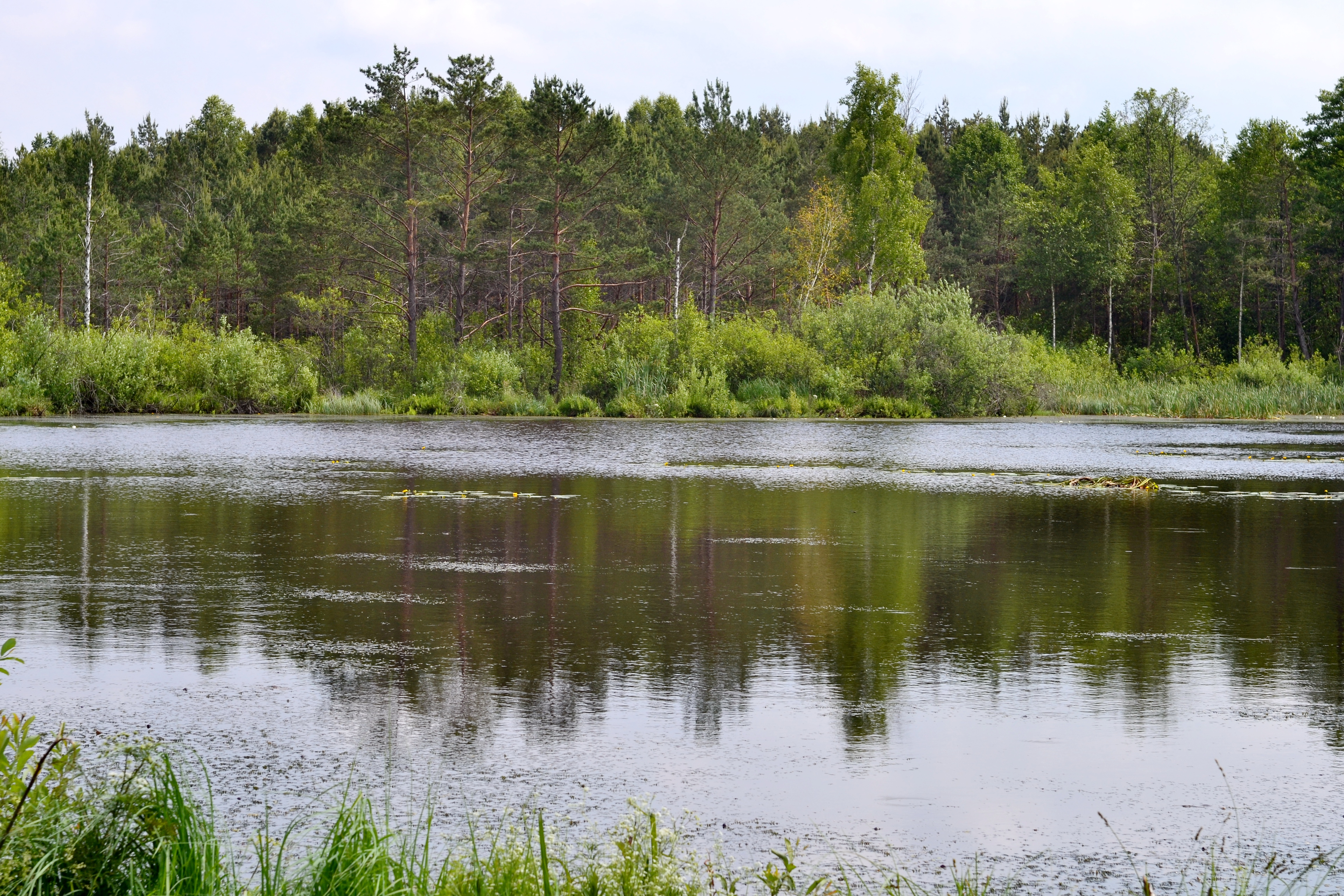
Південний берег
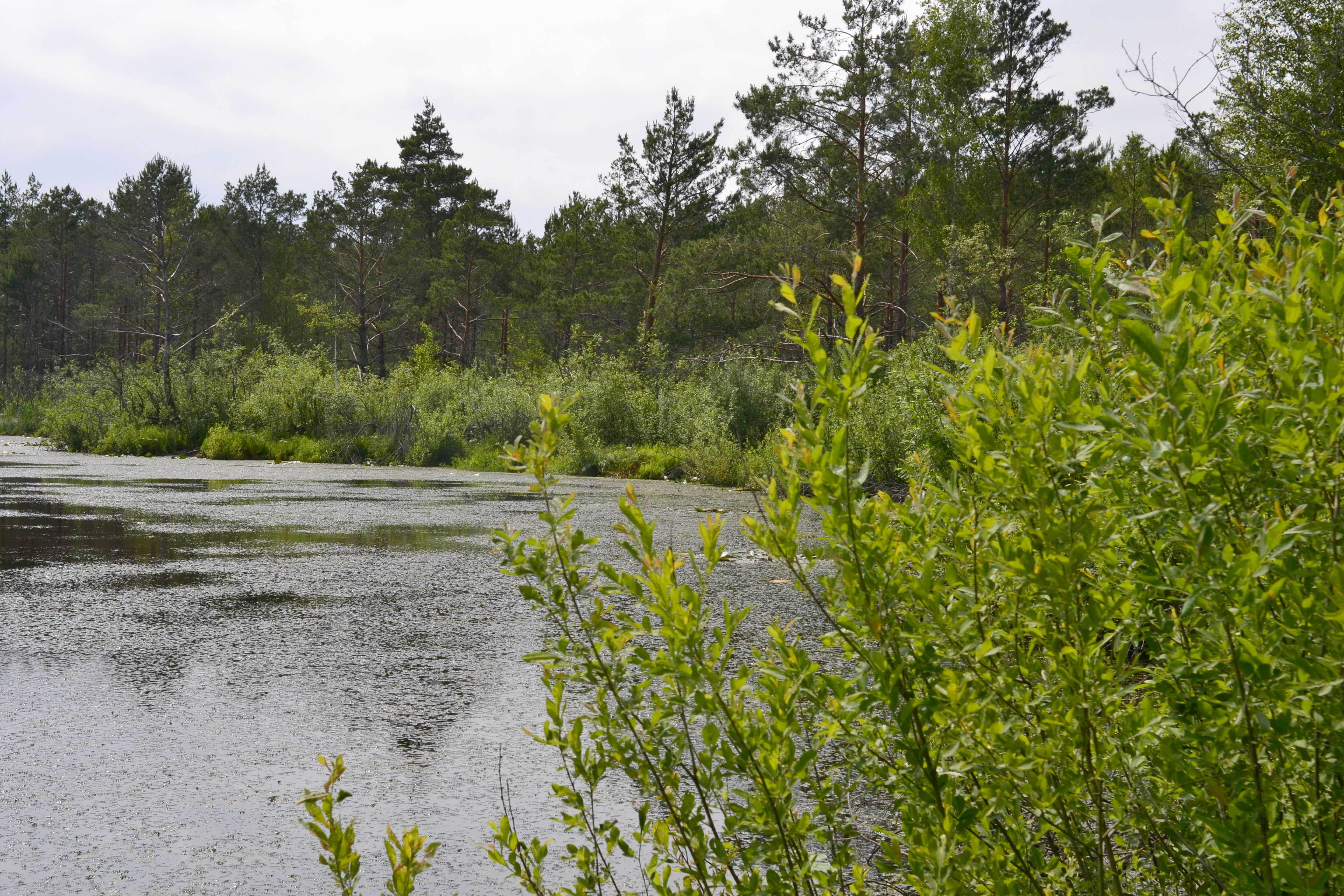
Західний берег
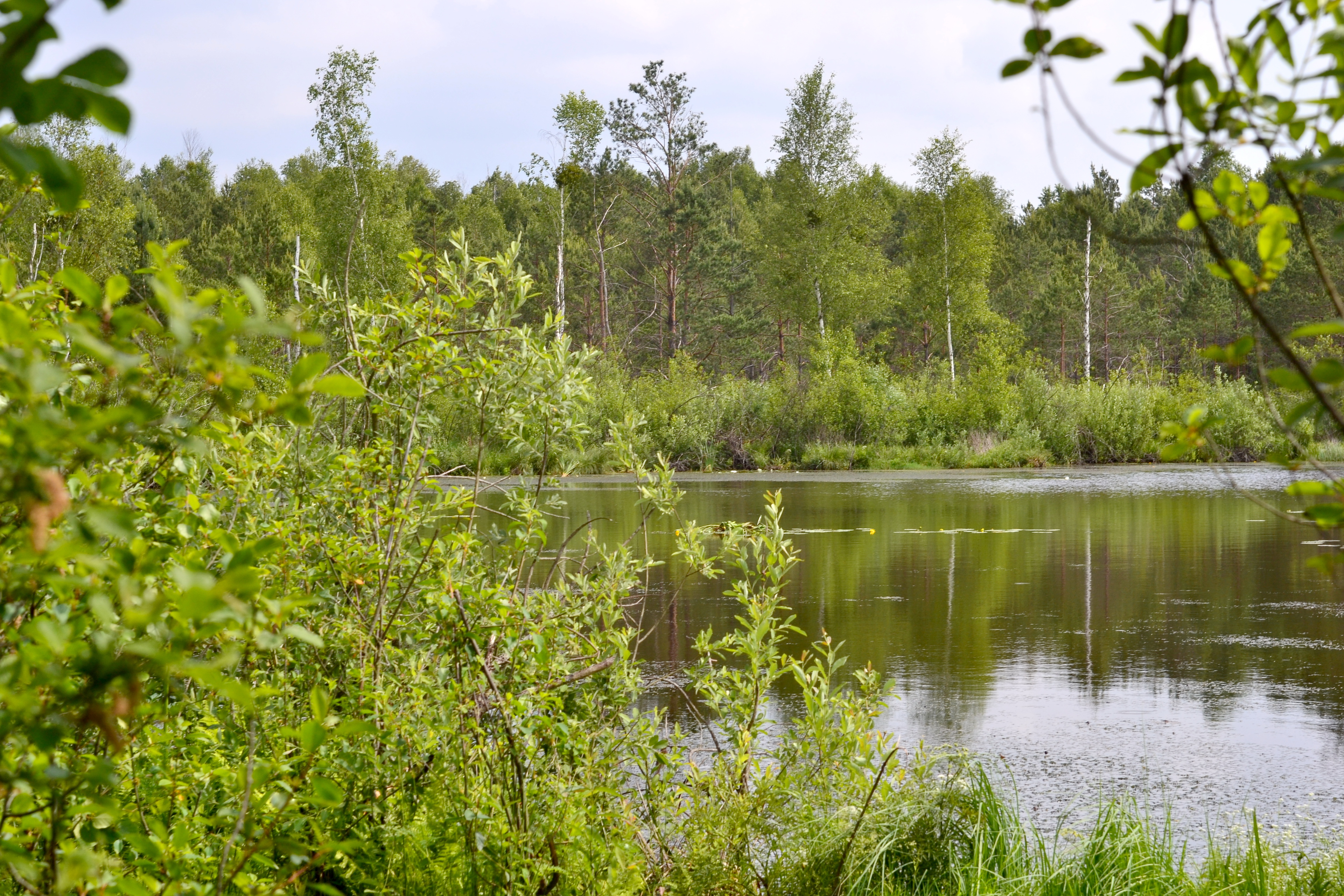
Східний берег
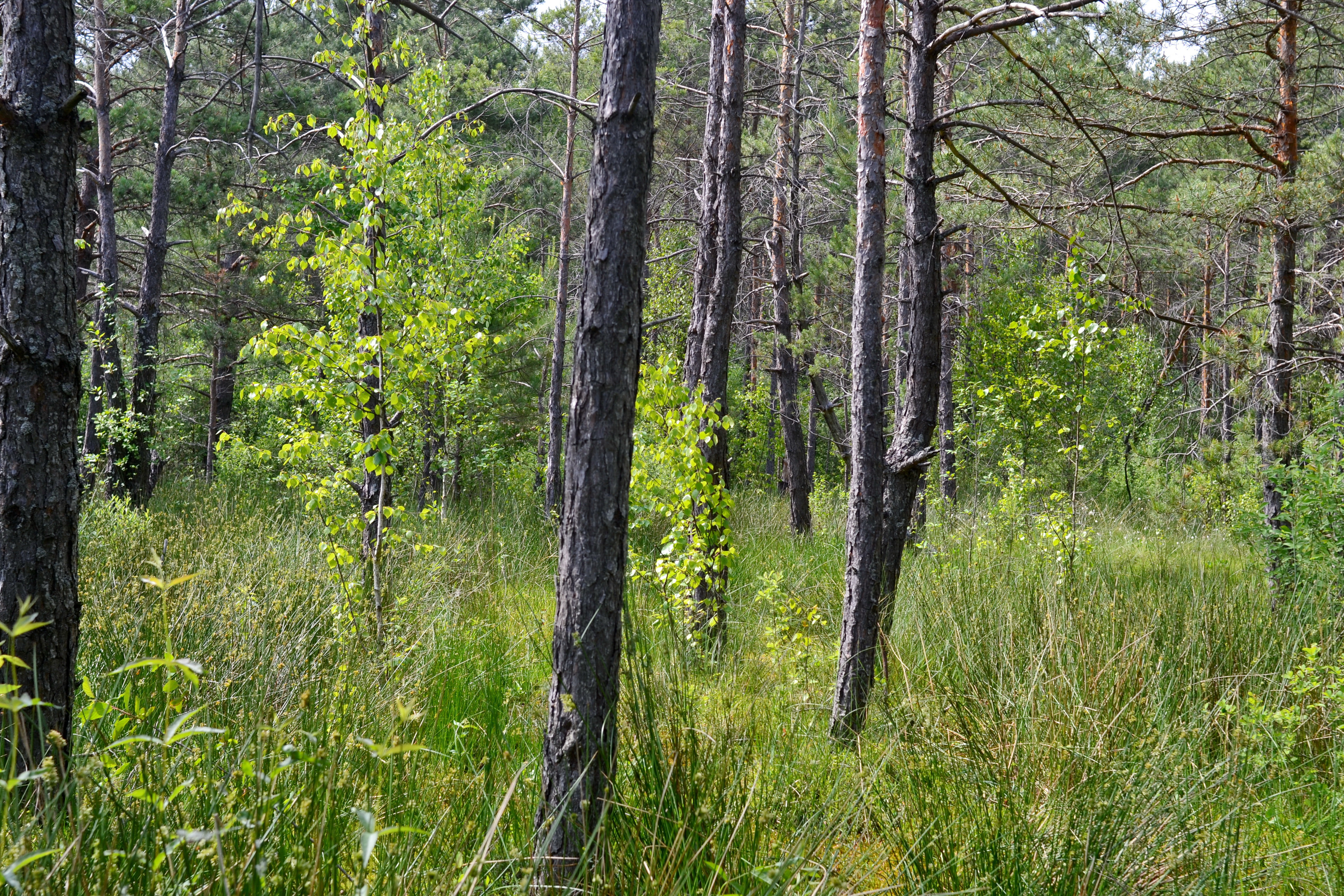
Ліс поблизу берега озера
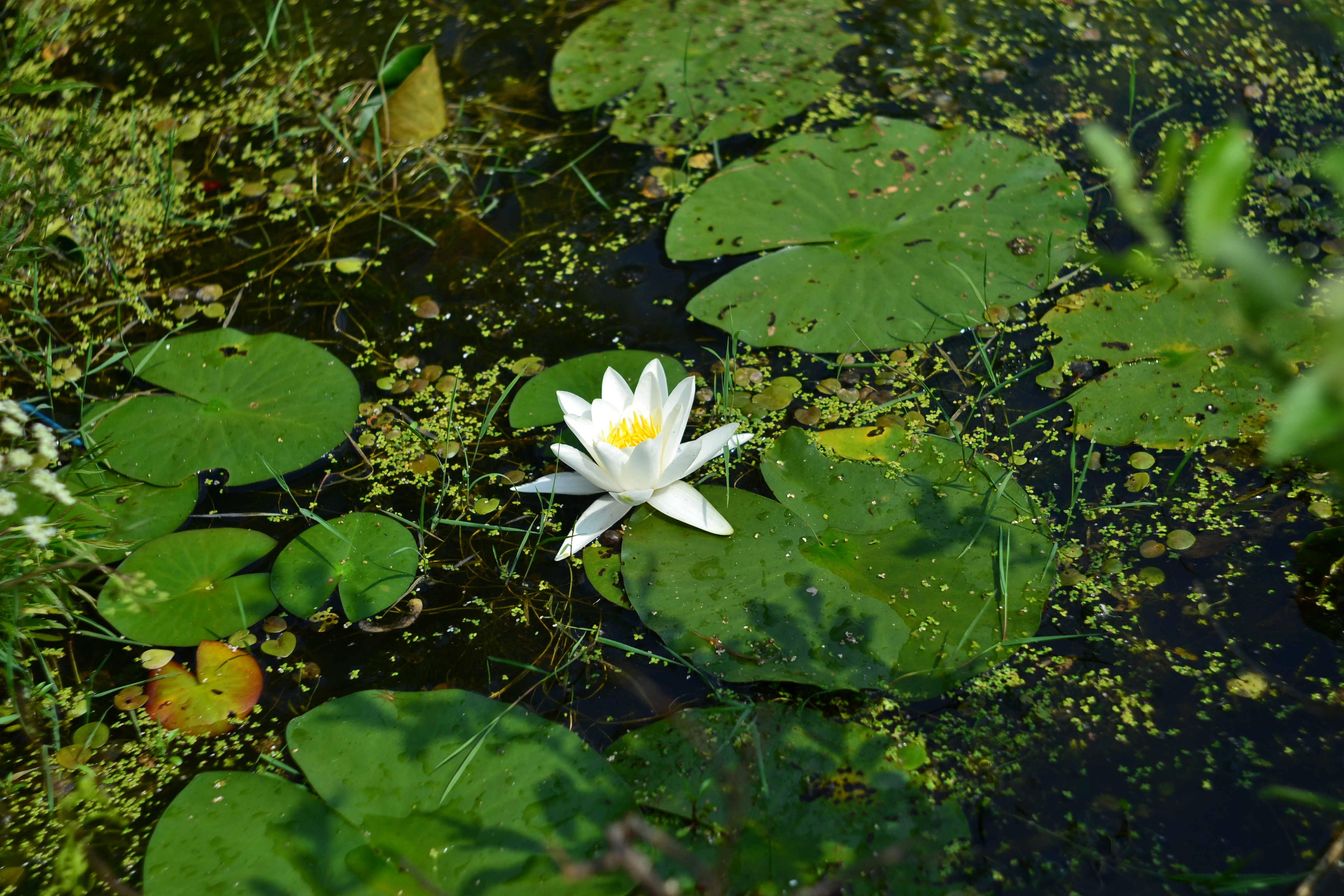
Латаття біле